# 最強羽生将棋
『最強羽生将棋』（さいきょうはぶしょうぎ）は、1996年6月23日にセタより発売されたNINTENDO 64用の将棋ソフト。ハードと同時に発売された3本のローンチソフトのうちの一つ。思考速度が重要な将棋ソフトは、次世代機のデモンストレーションにもなっている。
日本将棋連盟推薦。通常の対局はもちろんのこと、初心者教室や、自由研究、羽生善治名人（当時）の棋譜も収録。思考ルーチンは金沢伸一郎が開発。続編に、PlayStation 2用の『光速谷川将棋』がある。
このゲームでは、禁じ手を指すことは出来ないようになっているが、敵陣2段目に持ち駒の桂馬を打っても禁じ手にならず、普通に着手できてしまうという問題点がある。
本作には将棋ソフトとしては珍しく『「最強羽生将棋」完全攻略活用ブック―佐島家の野望』（小田切秀人著、日本将棋連盟）という攻略本も存在し、実力試験「次の一手」と詰将棋の解答、小田切が発見した21手の必勝手順などが掲載されている。2023年に19手の必勝手順もあることが判明した。